# Halowe Mistrzostwa Polski Seniorów w Lekkoatletyce 2018
62. Halowe Mistrzostwa Polski Seniorów w Lekkoatletyce – zawody lekkoatletyczne, które odbyły się 17 i 18 lutego 2018 w Arenie Toruń.
Po raz pierwszy w historii halowych mistrzostw Polski w programie zawodów znalazła się sztafeta mieszana 4 × 400 metrów.

## Rezultaty

### Mężczyźni
| Konkurencja:              | 1. miejsce                                    | Rezultat     | 2. miejsce                                    | Rezultat     | 3. miejsce                                                                          | Rezultat     |
| Bieg na 60 m              | Remigiusz Olszewski CWZS Zawisza Bydgoszcz SL | 6,69         | Dominik Kopeć KS Agros Zamość                 | 6,74         | Krzysztof Grześkowiak OŚ AZS Poznań                                                 | 6,74         |
| Bieg na 200 m             | Karol Zalewski KS AZS UWM Olsztyn             | 20,64 PB     | Dominik Kopeć KS Agros Zamość                 | 21,19        | Przemysław Adamski WKS Flota Gdynia                                                 | 21,58 PB     |
| Bieg na 400 m             | Jakub Krzewina WKS Śląsk Wrocław              | 46,15 PB     | Rafał Omelko KS AZS AWF Wrocław               | 46,33 SB     | Karol Zalewski KS AZS UWM Olsztyn                                                   | 46,35        |
| Bieg na 800 m             | Adam Kszczot RKS Łódź                         | 1:48,08      | Mateusz Borkowski RKS Łódź                    | 1:48,23      | Patryk Kozłowski RLTL ZTE Radom                                                     | 1:50,57 PB   |
| Bieg na 1500 m            | Marcin Lewandowski CWZS Zawisza Bydgoszcz SL  | 3:48,05      | Grzegorz Kalinowski MKL Toruń                 | 3:48,26      | Artur Ostrowski KB Sporting Międzyzdroje                                            | 3:49,11      |
| Bieg na 3000 m            | Adam Czerwiński WKS Wawel Kraków              | 8:19,46      | Roman Kwiatkowski OKS Start Otwock            | 8:21,47      | Dawid Malina TL ROW Rybnik                                                          | 8:23,47 PB   |
| Bieg na 60 m przez płotki | Damian Czykier KS Podlasie Białystok          | 7,79         | Dawid Żebrowski MKS-SMS Victoria Racibórz     | 7,84         | Artur Noga SKLA Sopot                                                               | 7,87         |
| Chód na 5000 m            | Dawid Tomala KB Sporting Międzyzdroje         | 19:41,63     | Rafał Augustyn LKS Stal Mielec                | 19:44,28     | Rafał Fedaczyński AZS UMCS Lublin                                                   | 19:50,92     |
| Skok wzwyż                | Sylwester Bednarek RKS Łódź                   | 2,25         | Norbert Kobielski MKS Inowrocław              | 2,25 =PB     | Maciej Grynienko UKS Orlica Domaniów                                                | 2,19 PB      |
| Skok o tyczce             | Piotr Lisek OSOT Szczecin                     | 5,83         | Paweł Wojciechowski CWZS Zawisza Bydgoszcz SL | 5,72         | Sebastian Chmara CWZS Zawisza Bydgoszcz SL Damian Tomalik CWZS Zawisza Bydgoszcz SL | 4,60         |
| Skok w dal                | Mateusz Różański KU AZS PWSZ w Tarnowie       | 7,73 PB      | Karol Hoffmann MKS Aleksandrów Łódzki         | 7,48 PB      | Norbert Kański AZS-AWFiS Gdańsk                                                     | 7,41         |
| Trójskok                  | Karol Hoffmann MKS Aleksandrów Łódzki         | 16,58        | Adrian Świderski WKS Śląsk Wrocław            | 16,19        | Bartosz Bonecki AZS Łódź                                                            | 15,46 SB     |
| Pchnięcie kulą            | Michał Haratyk KS Sprint Bielsko-Biała        | 21,47 PB     | Konrad Bukowiecki KS AZS UWM Olsztyn          | 20,60        | Jakub Szyszkowski WKS Śląsk Wrocław                                                 | 19,73 SB     |
| Siedmiobój                | Patryk Baran niestowarzyszony                 | 5661 pkt. PB | Paweł Wiesiołek KS Warszawianka Warszawa      | 5657 pkt. SB | Rafał Horbowicz KS Warszawianka Warszawa                                            | 5427 pkt. PB |

### Kobiety
| Konkurencja:              | 1. miejsce                                                            | Rezultat        | 2. miejsce                                       | Rezultat     | 3. miejsce                             | Rezultat     |
| Bieg na 60 m              | Ewa Swoboda AZS-AWF Katowice                                          | 7,22            | Kamila Ciba OŚ AZS Poznań                        | 7,39         | Jagoda Mierzyńska KS AZS AWF Wrocław   | 7,49 PB      |
| Bieg na 200 m             | Anna Kiełbasińska SKLA Sopot                                          | 23,12 PB        | Martyna Kotwiła RLTL ZTE Radom                   | 23,98        | Agata Forkasiewicz KS AZS AWF Wrocław  | 24,13        |
| Bieg na 400 m             | Justyna Święty AZS-AWF Katowice                                       | 52,11           | Patrycja Wyciszkiewicz OŚ AZS Poznań             | 52,56        | Małgorzata Hołub KL Bałtyk Koszalin    | 52,57 PB     |
| Bieg na 800 m             | Angelika Cichocka SKLA Sopot                                          | 2:04,81         | Anna Sabat CWKS Resovia Rzeszów                  | 2:05,25 SB   | Weronika Wyka AZS-AWF Warszawa         | 2:05,70 PB   |
| Bieg na 1500 m            | Sofia Ennaoui MKL Szczecin                                            | 4:12,47         | Paulina Mikiewicz-Łapińska KS Podlasie Białystok | 4:26,60      | Karolina Giza TS Wieliczanka Wieliczka | 4:28,23      |
| Bieg na 3000 m            | Barbara Niewiedział LUKS MGOKSiR Korfantów                            | 9:23,94         | Karolina Giza TS Wieliczanka Wieliczka           | 9:29,51      | Aleksandra Brzezińska MKL Toruń        | 9:31,07      |
| Bieg na 60 m przez płotki | Julia Rządzińska AZS Łódź                                             | 8,31 PB         | Katarzyna Flis AZS Łódź                          | 8,45 PB      | Urszula Bhebhe AZS-AWF Warszawa        | 8,46 =SB     |
| Chód na 3000 m            | Katarzyna Zdziebło LKS Stal Mielec                                    | 12:54,93 PB     | Paulina Buziak LKS Stal Mielec                   | 13:06,82     | Agnieszka Ellward WKS Flota Gdynia     | 13:07,68 PB  |
| Skok wzwyż                | Aleksandra Nowakowska RKS Łódź                                        | 1,85 =PB        | Paulina Wal AZS KU Politechniki Opolskiej Opole  | 1,82 PB      | Paulina Borys SKLA Sopot               | 1,82 SB      |
| Skok o tyczce             | Agnieszka Kaszuba KL Gdynia Kamila Przybyła CWZS Zawisza Bydgoszcz SL | 4,20 4,20 SB    | —                                                | —            | Olga Frąckowiak AZS-AWFiS Gdańsk       | 4,10 =SB     |
| Skok w dal                | Anna Jagaciak-Michalska OŚ AZS Poznań                                 | 6,34            | Magdalena Żebrowska KS Podlasie Białystok        | 6,14 PB      | Pia Skrzyszowska OKS Skra Warszawa     | 6,02 PB      |
| Trójskok                  | Anna Jagaciak-Michalska OŚ AZS Poznań                                 | 13,47           | Adrianna Szóstak SL Olimpia Poznań               | 13,02 PB     | Agnieszka Bednarek AZS Łódź            | 12,50        |
| Pchnięcie kulą            | Paulina Guba AZS UMCS Lublin                                          | 18,77 PB        | Klaudia Kardasz KS Podlasie Białystok            | 17,69        | Anna Niedbała WKS Wawel Kraków         | 15,46        |
| Pięciobój                 | Adrianna Sułek CWZS Zawisza Bydgoszcz SL                              | 4385 pkt. NRU20 | Izabela Mikołajczyk KS Warszawianka Warszawa     | 4148 pkt. SB | Paulina Ligarska SKLA Sopot            | 4011 pkt. PB |

### Drużyna mieszana
| Konkurencja:                     | 1. miejsce                                                                    | Rezultat | 2. miejsce                                                             | Rezultat | 3. miejsce                                                                          | Rezultat |
| Sztafeta mieszana 4 × 400 metrów | AZS-AWF Katowice Dariusz Kowaluk Emilia Ankiewicz Weronika Wyka Wiktor Suwara | 3:27,20  | OŚ AZS Poznań Mariola Karaś Joanna Banach Jakub Mordyl Mariusz Jurczyk | 3:28,52  | KS AZS AWF Wrocław Nikoletta Misterka Paweł Gwiazdoń Milena Korbut Rafał Stachowski | 3:35,06  |